# Revel (marque)
Revel est une ancienne marque française d’ombrelles et de parapluies qui fut fondée en 1851 à Lyon. Cette marque s’est internationalisée dans le sillage de l’expansion coloniale française au XIXe siècle. Ses clients étaient particulièrement des expatriés français des anciennes colonies.

## Histoire

### En France

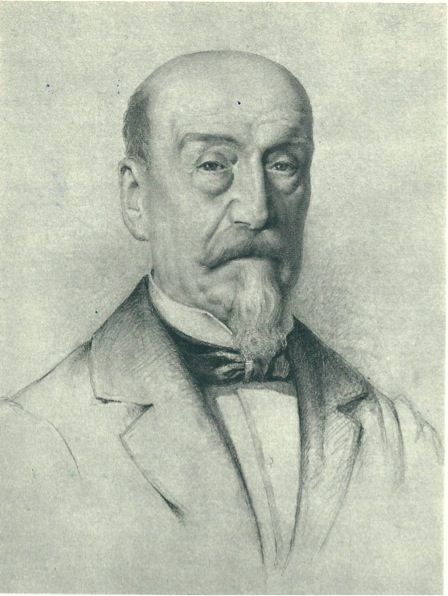
François Revel (fondateur de la maison Revel)

François Revel, le fondateur de Revel, arriva à Lyon vers 1830. François Revel rejoignit en tant qu’apprenti son frère Pierre Revel chez Poncet Frères, fabricants de parapluie en soie. À la suite de la fermeture des établissements Poncet Frères, François Revel fonda la maison Revel le 2 octobre 1851.

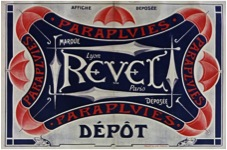
logo (1900)

Le premier atelier de fabrication de François Revel se situait à Lyon, bénéficiant de la forte expertise régionale en matière de soie. Aimé Revel, alors âgé de 16 ans, rejoignit l’entreprise en 1860 afin de développer l'activité en Europe. Il créa en 1900 la marque Parapluie Revel pour la commercialisation des produits sur le marché français.

### Expansion internationale dans le sillage de l’ancien empire colonial français
Revel a connu un fort essor international dans la seconde moitié du XIXe siècle, particulièrement au Brésil, et en Asie du Sud-Est.

L’expansion internationale de Revel débuta avec Pierre Revel au Brésil en 1851, année de la création de l’entreprise. 

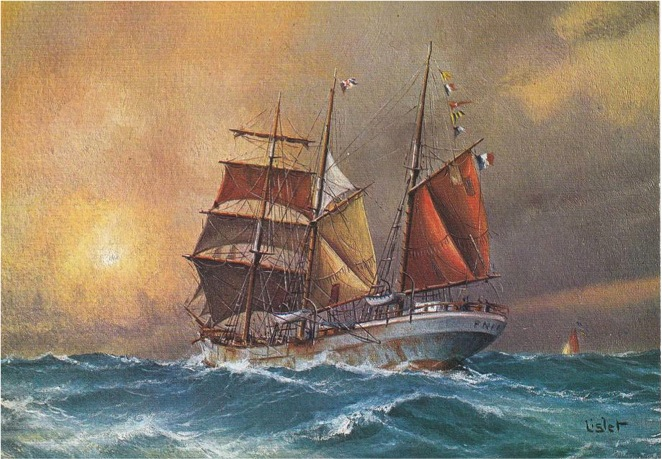
Voilier trois-mâts "La Fanny"

Pierre avait migré à Rio de Janeiro quelques années auparavant et avait développé une affaire d’importation de “petits dômes de soie” au Brésil. En mars 1850 Pierre avait été rejoint par deux de ses frères, Henri et Joseph, qui firent le voyage à bord de la goélette "La Fanny" en direction de Rio de Janeiro. C’était donc une évidence pour Revel de distribuer ses ombrelles et parapluies de luxe au Brésil dès la première année.

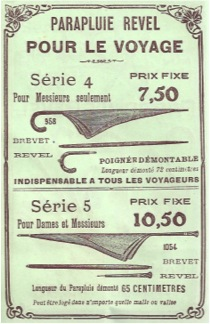
Un ancien catalogue Revel (1914)

À la fin du XIXe siècle, Revel se développa en Asie du Sud-Est et particulièrement en Indochine.

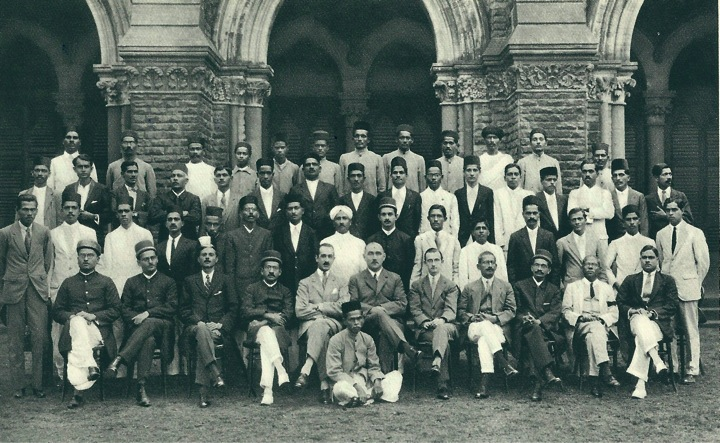
Personnel de Revel en Inde

Revel fournissait des ombrelles et des parapluies à la haute société expatriée des anciennes colonies. Ces ombrelles et parapluies furent tout d’abord vendus à Saigon (maintenant connu sous le nom d’Hô-Chi-Minh-Ville) au Vietnam puis à Singapour en 1886. Pour subvenir à la forte demande locale, Revel construisit une usine à Hải Phòng, Tonkin (Nord du Vietnam) en 1931.
Au-delà de l’Europe, l’Amérique du Sud et l’Asie du Sud-Est, la marque était également présente en Inde et à Madagascar. Les ombrelles étaient vendues à Madagascar à partir de 1896 à la suite d'un séjour du général français, Joseph Gallieni. Lorsque le général Joseph Gallieni arriva à Madagascar en 1896, il apprit que seulement la reine Ranavalona III et les personnes nobles de la cour étaient autorisées à porter cet insigne honorifique. Surpris par cette tradition, il fit publier le lendemain un décret dans le journal local, le ‘Voa-Voa’ autorisant tous les habitants à utiliser cet objet honorifique. Revel créa ainsi ensuite une agence locale à Toamasina (connu sous le nom français de “Tamatave”) afin d’importer les produits de la maison Revel.

### Références dans la culture populaire et le cinéma ; notoriété internationale

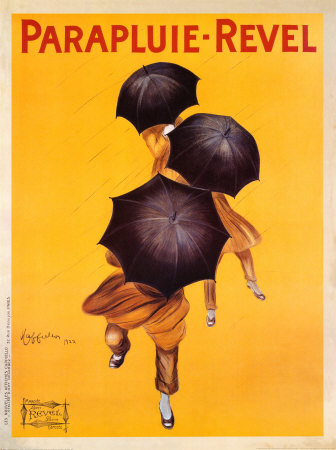
Parapluie Revel, 1922)

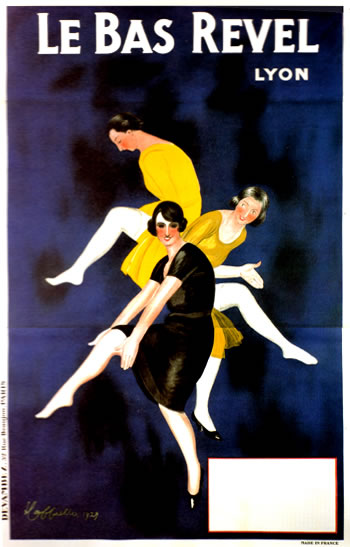
Le Bas Revel (affiche promotionnelle de bas de soie, 1929)